# Kik
Kik Messenger是一款可用于智能手机上的免费即时通讯软件。由加拿大公司Kik Interactive开发。
Kik Messenger是由滑铁卢大学学生组成的Kik Interactive所开发的早期软件。2010年公开之后经由Twitter推出，仅15天就有100万用户登录。
Kik Messenger 的基本功能有：
- 在不同的OS之间通讯对话
- 既允许两人间对话，也支持多人一起群聊
- 可传送图像邮件
- 信息的发送/读取时，有用户信息可以参考
- 免费通讯
- 支持离线通讯
- 无广告
- 可以启动外部API[7]

## 爭議事件
2016年3月22日，一名在知名JavaScript套件平台NPM擁有250個套件的作者azer因認為自己不被尊重，而將自己大部分的專案於NPM中下架。其主要原因是Kik通知NPM官方azer也擁有名為kik的專案，要求強制下架。
在這之後全世界依賴這些套件的軟體都建置失敗，包含babel、react-native、ember等大型專案。一個商標爭議就此成為全世界JavaScript開發者社群的軟體災難與公眾事件。

## 中國大陸封鎖
依據GreatFire測試，其網站在中國大陸被當局的網墻封鎖，即當地網民無法正常訪問該網站，2017年9月或更早起被封鎖至今。